# Croazia ai XX Giochi olimpici invernali
La Croazia partecipò ai XX Giochi olimpici invernali, svoltisi a Torino, Italia, dall'11 al 19 febbraio 2006, con una delegazione di 23 atleti impegnati in sei discipline.